# Бельцов, Георгий Степанович
Георгий Степанович Бельцов (8 января 1918, Порошино — 5 сентября 2005) — советский военный лётчик, генерал-майор авиации, заслуженный военный лётчик СССР. Начальник Челябинского высшего военного авиационного училища штурманов (1960—1968) и Камышинского военно-морского авиационного училища (1957—1960).

## Биография
Родился 8 января 1918 года в селе Порошино Пачелмского района Пензенской области.
Призван в ряды РККА Сталинским районным комиссариатом города Свердловск. В 1936—1940 годах обучался в Оренбургском авиационном училище летчиков. В мае 1940 года назначен летчиком-инструктором в 3-й запасной авиационный полк в Йошкар-Оле.
В 1941—1944 годах командовал звеном в 3-м запасном авиационном полку. С 10 октября по 10 ноября 1942 года стажировался в одной из авиационных частей Юго-Западного фронта. В качестве инструктора подготовил к августу 1943 года 63 летчика для частей действующей армии. 28 февраля 1944 года награждён орденом Красной Звезды.
С 13 октября по 17 декабря 1943 года старший лейтенант Бельцов стажировался в должности командира эскадрильи в 96-м гвардейском бомбардировочном авиационном полку. После возвращения в запасной полк подготовил 9 женских экипажей на бомбардировщиках Пе-2. 7 июля 1944 года назначен командиром эскадрильи 96-го гвардейского бомбардировочного авиационного Сталинградского Краснознаменного полка. К концу января 1945 года совершил 9 боевых вылетов.
17 января 1945 года гвардии старший лейтенант Бельцов в составе четверки Пе-2 с метким попаданием бомб взорвал ж. д. мост через реку Варга и проходящий по нему вражеский эшелон. Разрушение этого моста привело к большому скоплению эшелонов в городе Лодзь, которые были успешно захваченны советскими войсками. «За отличное выполнение боевых заданий командования на фронте борьбы с немецкими захватчиками, разрушение ж. д. моста и уничтожение ж. д. эшелона и проявленные при этом доблесть и отвагу» награждён орденом Красного Знамени.
После окончания войны окончил Военно-воздушную Краснознаменную академию.
В 1957—1960 годах полковник Бельцов командовал Камышенским военно-морским минно-торпедным авиационным училищем. В 1960—1968 годах командовал Челябинским высшим военным авиационным Краснознамённым училищем штурманов.
С 1968 года генерал-майор авиации Бельцов занимал должность заместителя командующего ВВС Приволжского военного округа по боевой подготовке.
В 1975 году по выслуге лет уволен в запас.
В 1975—1980 годах работал преподавателем по гражданской обороне Московского инженерно-строительного института им. В. В. Куйбышева.
Скончался 5 сентября 2005 года на 88-м году жизни. Похоронен на Введенском кладбище Москвы.

## Семья
Супруга — Галина Павловна Брок (1925—2024), кандидат исторических наук, вице-президент и почётный член Межрегиональной общественной организации «Авиатриса», в годы войны — штурман бомбардировщика Пе-2 125-го гвардейского бомбардировочного авиационного полка.
Трое детей.

## Память
В честь Г. С. Бельцова установлены памятные доски по адресам:
- г. Челябинск, пос. Шагол, улица Бурденюка, дом 1.

«В этом доме с 1960 по 1968 годы жил участник Великой Отечественной войны, кавалер восьми орденов, заслуженный военный летчик СССР, начальник Челябинского высшего военного авиационного Краснознамённого училища штурманов, генерал-майор авиации, Бельцов Георгий Степанович (08.01.1918—05.09.2005)»
- Московская область, г. Щёлково, улица Ленина, дом 3.

«В этом доме жил с 1976 г. по 2005 г. участник ВОВ, Заслуженный военный лётчик СССР, генерал-майор авиации Бельцов Георгий Степанович»
.